# Plaisir à trois
Plaisir à trois è un film del 1973 diretto da Jesús Franco (firmato con lo pseudonimo di Clifford Brown).
Liberamente tratto da La filosofia nel boudoir del Marchese de Sade; fu girato in Portogallo, con i titoli provvisori di Outre-Tombe e Les Inassouvies n. 2, insieme a La comtesse perverse.

## Trama
Martine de Bressac lascia l'ospedale psichiatrico dove è stata reclusa 18 mesi per aver castrato uno dei suoi amanti. L'autista Mathias la conduce nella sua bella villa di campagna, dove è accolta festosamente dall'anziano giardiniere Malou e dalla giovane serva Adèle, due anime buone ma affette da disturbi psicofisici: lui nano, gobbo e dislessico, lei muta e demente; in attesa di rivedere il marito Charles.
Non appena giunta a casa, Martine chiede ad Adèle la chiave per accedere ai sotterranei della villa dove i Bressac, coppia di pluriomicidi, tengono nascosto un museo degli orrori, con i corpi delle loro vittime perfettamente conservati nell'istante della morte. Mentre Martine contempla i suoi trofei, il marito Charles la raggiunge e la conduce in soggiorno per mostrarle le immagini della loro prossima vittima, che egli ha scattato col teleobiettivo durante l'assenza della moglie.
Si tratta di Cécile, la figlia di un diplomatico che abita in una villa vicina. La sera, armati di binocolo, i Bressac spiano la ragazza e l'indomani incrociano per strada i suoi genitori e ottengono il permesso di ospitarla alla villa per il week-end.
Cécile è accolta alla villa da Malou, che incantato dalla sua bellezza la mette in guardia dai suoi ospiti. Ma la ragazza prende le sue parole per il delirio di un pazzo e si lascia rapidamente coinvolgere nei giochi erotici della coppia, a cui si unisce Adèle.
La mattina dopo si alza tardi. È una bella giornata d'estate e, scesa in giardino, incontra Martine, Charles e Adèle di ritorno da una cavalcata. Dopo la colazione, Martine decide di mostrare all'ospite il suo museo. Ha già pronto tutto l'occorrente per farne l'ennesima vittima imbalsamata. Ma a sorpresa i ruoli si invertono: Charles afferra Martine e la sdraia sul tavolo, con l'aiuto di Adèle e di Cécile, divenuta la sua amante; quindi le pratica un'iniezione che la immobilizza all'istante e, lentamente, la imbalsama.
Quindi lascia la villa sull'auto del fedele Mathias, partendo insieme alle sue donne, Cécile e Adèle, verso un'isola remota. Solo Malou rimane alla villa e, sceso nel sotterraneo, contempla con pietà la sua bella signora senza vita.

## Produzione
Il successo francese di Philosophy in the Boudoir, distribuito con il titolo Les Inassouvies, suggerì a Franco l'idea di girarne un remake a basso costo. L'idea iniziale fu di farne una coproduzione franco-spagnola e a questo scopo il regista contattò José Maria Forqué, responsabile della Orfeo Producciones (che produrrà poco dopo Al otro lado del espejo). Ma il soggetto era troppo audace per la Spagna dell'epoca e alla fine dovette accontentarsi del modesto budget fornito dal produttore parigino Robert de Nesle.
Il soggetto di Outre-Tombe era già pronto e per la sceneggiatura Franco contattò il giovane critico cinematografico francese Alain Petit, che il 20 marzo 1973 firmò un contratto con De Nesle, per un compenso di 2000 franchi.
Il titolo fu in seguito modificato per volontà del produttore. Fu cambiato anche il finale, nel quale in origine i corpi conservati nella stanza degli orrori riprendevano vita e si ribellavano a Martine.
In Gran Bretagna il film è noto con il titolo How to seduce a Virgin.

## Caratteri generali
Primo dei molti remake di Philosophy in the Boudoir (1969) girati da Franco, Plaisir a trois è il più orientato verso il genere horror. L'idea del museo degli orrori ritornerà in forma sfumata solo in Eugenie, historia de una perversion (1980), dove i cadaveri sono sostituiti da statue di sabbia. Ma il film è torbido anche nella rappresentazione dell'universo erotico. Cécile (il nome che assume, questa sola volta, Eugenie) non appare una ragazza ingenua come negli altri film della serie; il che giustifica il colpo di scena finale. Alice Arno, che interpreta Martine, dà al personaggio della protagonista un'impronta sanguigna, crudele e malata, anziché decadente e aristocratica come nel film del 1969, mentre l'aspetto virile del suo partner, Charles, lo rende del tutto diverso dal Mirvel di Philosophy in the Boudoir.
Personaggi tipici del cinema di Franco sono i due "idioti": la serva Adèle e il giardiniere Malou, resi con intensità da una giovanissima e stralunata Lina Romay e da Alfred Baillou. Il candidamente mostruoso Malou, sempre con le cesoie in mano, con la sua gestualità caricata e le sue apocalittiche farneticazioni, funge da spettatore interno al film, attraverso cui il regista inquadra l'intera vicenda, fino all'ultima scena. È lui ad intonare per la prima volta, suonando l'ocarina nascosto tra gli alberi, il motivetto musicale che funge da leitmotiv della seconda parte del film, luminoso come la natura che circonda gli atroci delitti di villa Bressac.
Per il resto le sonorità elettroniche della musica di Daniel Janin e Robert Hermel, quasi certamente preregistrata e adattata dal regista, accrescono il clima di allucinazione che domina il film, risultando particolarmente efficaci nella scena in cui ciascuna delle tre protagoniste si esibisce in uno spettacolo erotico con una donna manichino.